# James Gunn

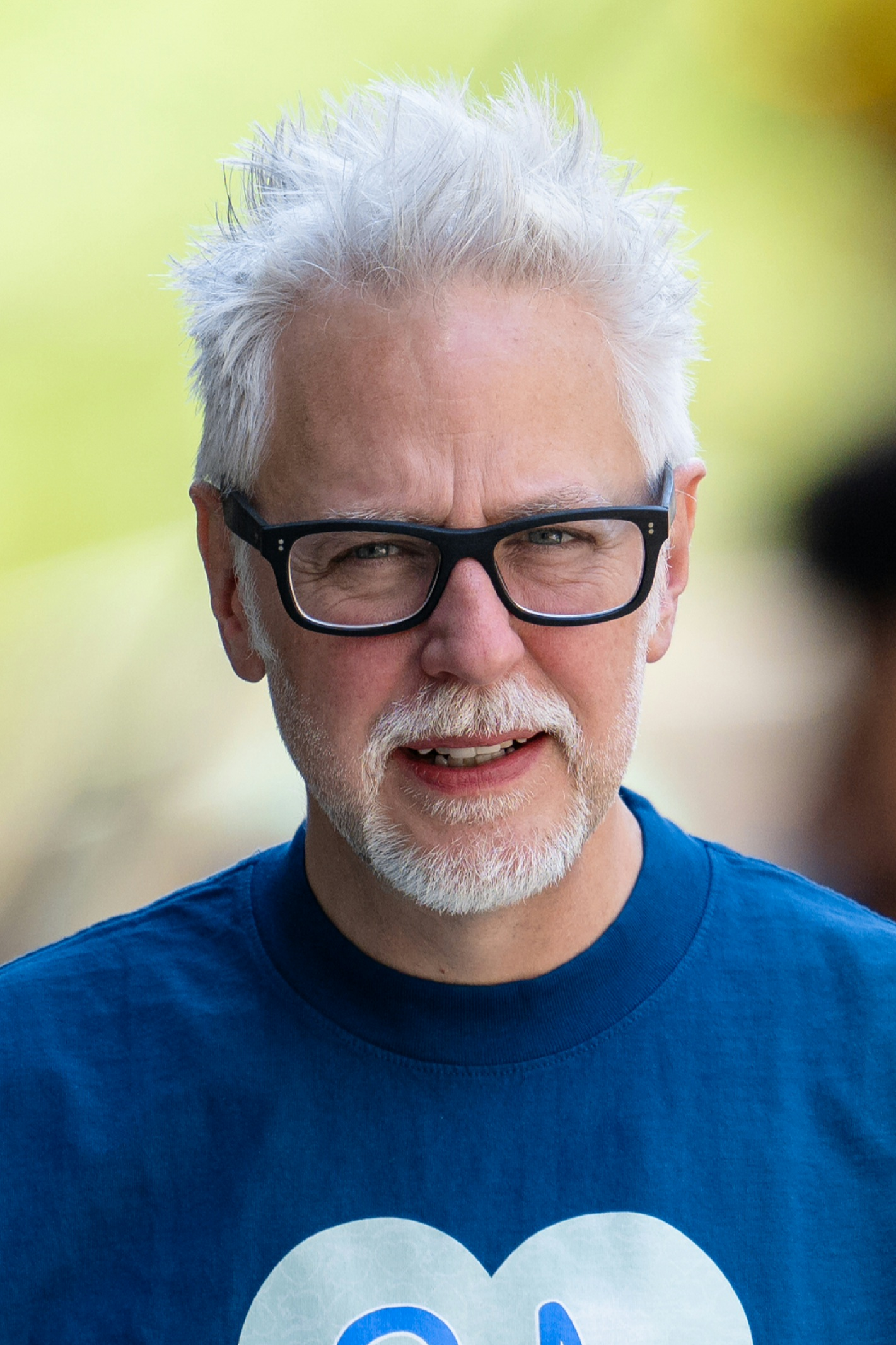
James Gunn (2024)

James Francis Gunn Jr. (* 5. August 1966 in St. Louis, Missouri) ist ein US-amerikanischer Drehbuchautor, Filmregisseur, Filmproduzent und Schauspieler.

## Leben und Werk
James Gunn wuchs mit seinen Brüdern als Sohn eines irisch-katholischen Anwaltes in St. Louis, Missouri auf, wo er mit seinen Geschwistern, dem Schauspieler Sean Gunn, dem Schauspieler und Autor Matt Gunn, dem Filmproduzenten Patrick Gunn und Autor Brian Gunn die hiesige Highschool, Saint Louis University High School, besuchte.
Nach seiner Schulzeit wollte er zuerst Musiker werden, studierte jedoch stattdessen Psychologie an der Saint Louis University, ehe er an die Columbia-Universität in der Stadt New York wechselte, wo er ein MFA-Diplom im Fach Kreatives Schreiben erlangte. Seine Filmkarriere startete er bereits während seiner Studienzeit in New York City, als er eine Teilzeitstelle bei der US-amerikanischen Independent-Filmproduktionsfirma Troma Entertainment bekam und 1996 das Drehbuch zum B-Movie Tromeo and Juliet verfasste. Jener Film erlangte 1997 Kult-Status und wurde weltweit in zahlreichen Lichtspielhäusern aufgeführt.
Weitere Film- und Fernsehproduktionen für Troma folgten, teilweise sogar als Regisseur und Schauspieler. Er avancierte in den zwei Jahren, die er für Troma tätig war, zum Präsidenten der Produktionsabteilung und leitete eine kleine Fernsehstation in den Niederlanden: „Troma’s Edge TV“. Im Jahr 1997 verabschiedete sich Gunn von Troma, um sich fortan seinen eigenen Projekten widmen zu können. Sein Erstlingswerk, The Specials aus dem Jahr 2000, für das er neben dem Drehbuch auch als Produzent und Schauspieler auftrat, wurde mit Rob Lowe, Jamie Kennedy und seinem Bruder Sean Gunn von Regisseur Craig Mazin verfilmt. Bei den Dreharbeiten zu diesem Film lernte er seine spätere Frau, die Schauspielerin Jenna Fischer, kennen, die er am 7. Oktober 2000 heiratete und von der er sich am 6. September 2007 wieder scheiden ließ.
Es folgten Drehbücher für große Hollywood-Produktionen wie beispielsweise 2002 Scooby-Doo und die Filme Dawn of the Dead (2004) und Scooby Doo 2 – Die Monster sind los (ebenfalls 2004). Mit den beiden Drehbüchern zu Dawn of the Dead und der Fortsetzung von Scooby Doo schrieb Gunn im Jahr 2004 Kinogeschichte, da er als erster Drehbuchautor mit zwei hintereinanderfolgenden Filmen die Nummer 1 der Kinocharts in den Vereinigten Staaten eroberte (19. März sowie 26. März 2004).
Sein Regiedebüt feierte Gunn 2006 mit der Horror-Komödie Slither – Voll auf den Schleim gegangen, die aber trotz guter Kritiken beim Publikum kontrovers aufgenommen wurde und die Produktionskosten nicht einspielen konnte. Seit diesem Film arbeitet er regelmäßig mit dem Schauspieler Michael Rooker zusammen.
Neben seiner Arbeit für den Film schrieb Gunn auch einen Roman, Der Spielzeugsammler (The Toy Collector), und war ab 2008 an der Webserie James Gunn’s PG Porn beteiligt, in der er gemeinsam mit seinen Brüdern Brian und Sean Pornographie parodierte.
2014 erschien die Comicverfilmung Guardians of the Galaxy, bei der Gunn für Regie und Drehbuch verantwortlich zeichnete. 2015 erhielt er für den Film den British Fantasy Award. 2017 folgte Guardians of the Galaxy Vol. 2. Ein dritter Teil war angekündigt, jedoch wurde Gunn am 20. Juli 2018 von Disney entlassen, nachdem der Firma von der konservativ ausgerichteten Nachrichten-Seite The Daily Caller mehrere Tweets aus den Jahren 2008 bis 2011 zugespielt worden waren. Die Tweets zeigten Äußerungen von Gunn, in denen er sich über Vergewaltigung und Pädophilie lustig machte. Gunn erklärte einen Tag zuvor, dass er diese bewusst gemacht hat, um mit diesen Provokationen und Tabubrüchen Reaktionen zu erzielen. Im März 2019 wurde er von Disney rehabilitiert und soll nun doch den dritten Teil der Reihe inszenieren. Guardians of the Galaxy Vol. 3 erschien im Mai 2023.
Im Oktober 2018 wurde bekannt, dass James Gunn nach seiner Entlassung von Disney das Drehbuch zu The Suicide Squad für Warner Bros. schreiben soll. Die Option der Übernahme des Regiepostens beim Film bestand ebenfalls, und Gunn nahm diese wahr. Der Film wurde im Sommer 2021 veröffentlicht. Bei diesem arbeitete er zum dritten Mal nacheinander mit dem Filmeditor Fred Raskin zusammen. Im Anschluss entwickelte er als Ableger des Films die Serie Peacemaker, deren Ausstrahlung im Januar 2022 begann.
Im Oktober 2022 wurde bekanntgegeben, dass Gunn gemeinsam mit Peter Safran die Führung der DC Studios übernimmt. Die beiden sind damit verantwortlich für die Fortentwicklung des DC Universe.
Zuletzt arbeitete Gunn unter anderem an der neuen Superman-Verfilmung Superman (2025) mit David Corenswet und Rachel Brosnahan in den Hauptrollen. Der Film wurde im Juli 2025 veröffentlicht.

## Filmografie (Auswahl)

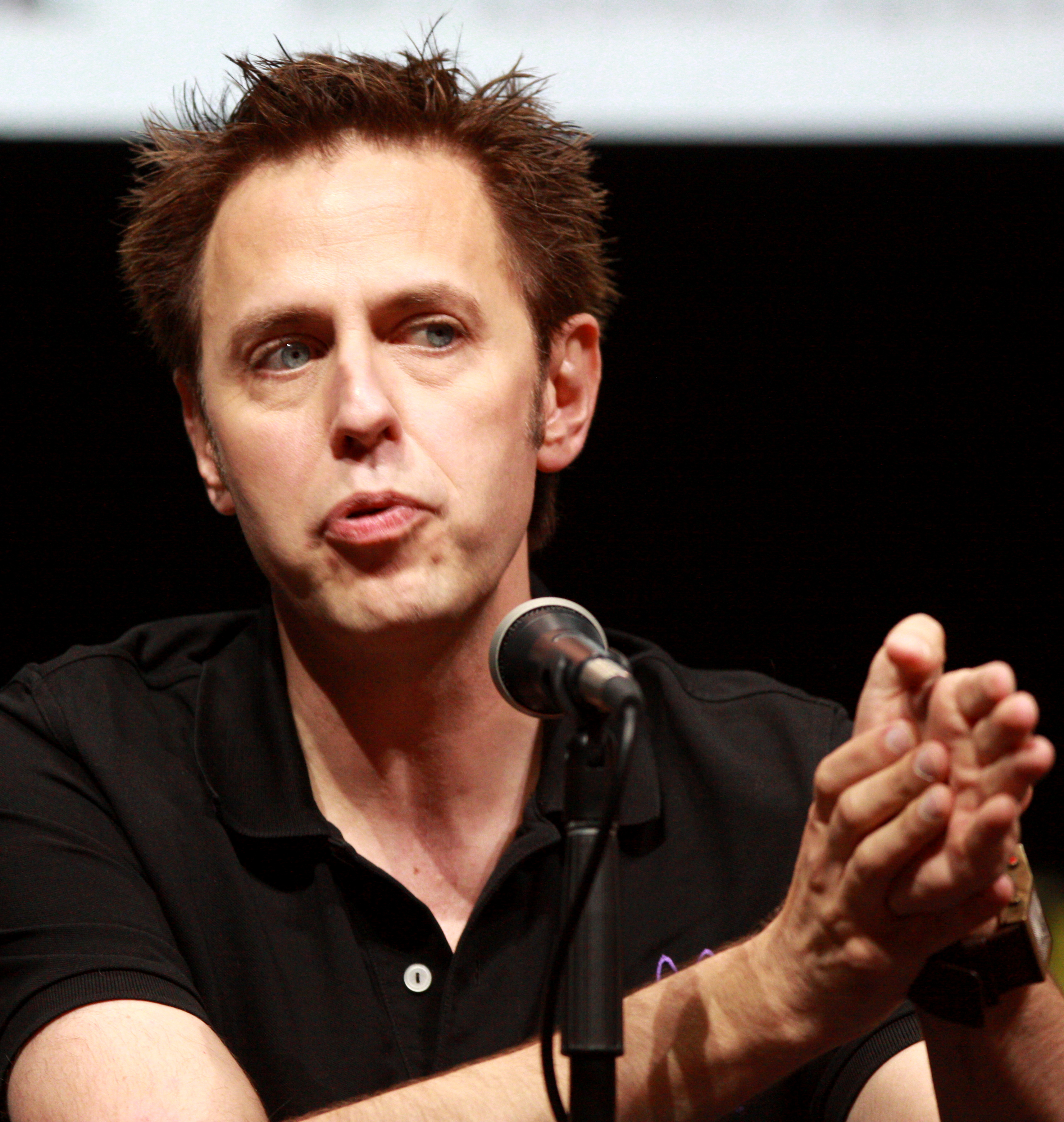
James Gunn bei der Comic-Con 2013

### Drehbuch
- 1996: Tromeo & Julia (Tromeo and Juliet)
- 1997: The Tromaville Café (Fernsehserie)
- 1997: Hamster PSA
- 1997: Sgt. Kabukiman Public Service Announcement (Fernsehfilm)
- 1999: Terror Firmer
- 2000: The Specials
- 2002: Scooby-Doo
- 2004: Tube
- 2004: Dawn of the Dead
- 2004: Scooby Doo 2 – Die Monster sind los (Scooby Doo 2: Monsters Unleashed)
- 2004: The Swidge
- 2006: Slither – Voll auf den Schleim gegangen (Slither)
- 2010: Super – Shut Up, Crime! (Super)
- 2012: Lollipop Chainsaw (Videospiel)
- 2013: Movie 43 (nur Episode 13)
- 2014: Guardians of the Galaxy
- 2016: Das Belko Experiment (The Belko Experiment)
- 2017: Guardians of the Galaxy Vol. 2
- 2021: The Suicide Squad
- 2022: Peacemaker (Fernsehserie)
- 2022: The Guardians of the Galaxy Holiday Special
- 2023: Guardians of the Galaxy Vol. 3
- 2024: Creature Commandos (Fernsehserie)
- 2025: Superman

### Schauspieler
- 1996: Tromeo & Julia (Tromeo and Juliet)
- 1997: Sgt. Kabukiman Public Service Announcement (Fernsehfilm)
- 2003: Melvin Goes to Dinner
- 2003: The Ghouls
- 2004: LolliLove
- 2006: Slither – Voll auf den Schleim gegangen (Slither)
- 2010: Super – Shut Up, Crime! (Super)
- 2013: Holliston (Fernsehserie, Folge 2x04)
- 2014: Guardians of the Galaxy
- 2015: Con Man (Webserie, Folge 1x12)
- 2022: Ich bin Groot (I Am Groot, Fernsehserie, Folge 1x03, Stimme)
- 2025: Rick and Morty (Fernsehserie, Episode 8x07, Stimme als sich selbst)

### Regisseur
- 1997: The Tromaville Café (Fernsehserie)
- 1997: Hamster PSA (Kurzfilm)
- 1997: Sgt. Kabukiman Public Service Announcement (Fernsehfilm)
- 2006: Slither – Voll auf den Schleim gegangen (Slither)
- 2010: Super – Shut Up, Crime! (Super)
- 2013: Movie 43 (nur Episode 13)
- 2014: Guardians of the Galaxy
- 2017: Guardians of the Galaxy Vol. 2
- 2021: The Suicide Squad
- 2022: Peacemaker (Fernsehserie)
- 2022: The Guardians of the Galaxy Holiday Special
- 2023: Guardians of the Galaxy Vol. 3
- 2025: Superman

### Produzent
- 2016: Das Belko Experiment (The Belko Experiment)
- 2019: Brightburn: Son of Darkness (Brightburn)
- 2022: Ich bin Groot (I Am Groot, Fernsehserie, Executive Producer)

## Schriften
- Der Spielzeugsammler. Deutsch von Thomas Mohr. Goldmann, München 2004, ISBN 3-442-45221-X.

## Videospiele
- Lollipop Chainsaw (Drehbuchautor)
- LocoCycle[10]